# Turia
 (novembre 2024).
Si vous disposez d'ouvrages ou d'articles de référence ou si vous connaissez des sites web de qualité traitant du thème abordé ici, merci de compléter l'article en donnant les références utiles à sa vérifiabilité et en les liant à la section « Notes et références ».
Pour les articles homonymes, voir Guadalaviar (homonymie).
Le Turia (en espagnol Turia, en catalan Túria) est un fleuve d'Espagne long de 280 km, qui prend sa source sur la Muela de San Juan (es) dans la sierra de Albarracín et se jette dans la Méditerranée à Valence. Il est appelé Guadalaviar depuis sa source jusqu’à la confluence avec l'Alfambra, juste en amont de Teruel.

## Nom
Le fleuve était connu sous l’époque préromaine sous le nom de Tirio, du nom de la ville située à l’époque à son embouchure, Tiris, puis en latin Tūria (ou Tyrius).
Au Xe siècle il prend le nom de Guadalaviar (de l'arabe al wādī al-ʾAbyaḍ : rivière blanche, ou eau pure), nom qu'il garde encore aujourd'hui dans sa première partie.

## Topographie du fleuve

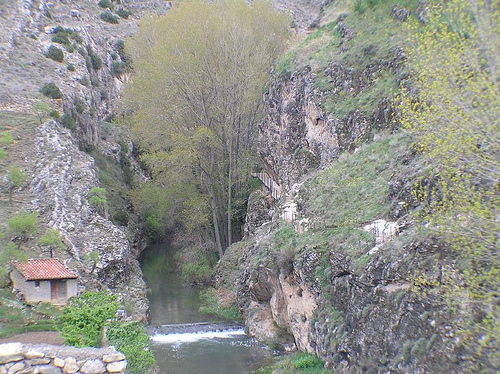
Le Turia, lors de son passage par la sierra de Albarracín (province de Teruel), où il est appelé Guadalaviar.

C'est un fleuve caractéristique de type méditerranéen, son cours présentant un débit très différent selon les périodes de l'année. Principalement, ce sont des torrents et des petits ravins, issus du dégel dans les zones près de sa source, et les fortes tempêtes se produisant le long de son cours, qui donnent au fleuve ses apports hydriques.
Par ses particularités, tant par les aspects orographiques que les différences de débit, on peut séparer sa description en plusieurs zones ou segments.

### Depuis la source jusqu'à la province de Valence

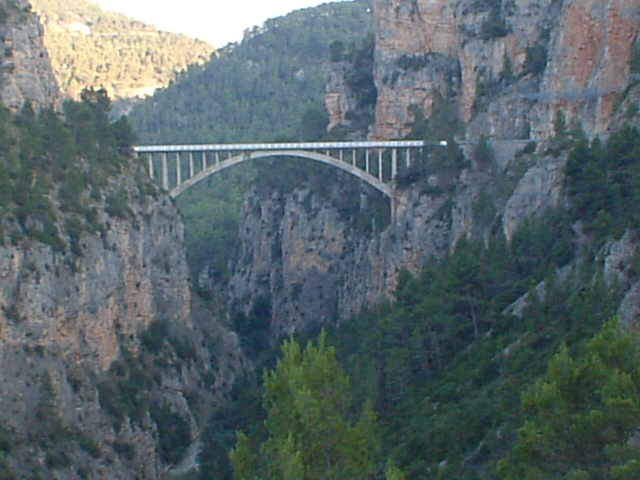
Pont sur le fleuve Turia, à son passage par le village Las Rinconadas (Santa Cruz de Moya).

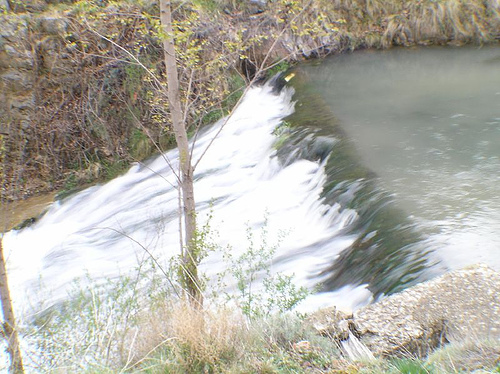
Autre vue du Turia dans la Sierra de Albarracín.

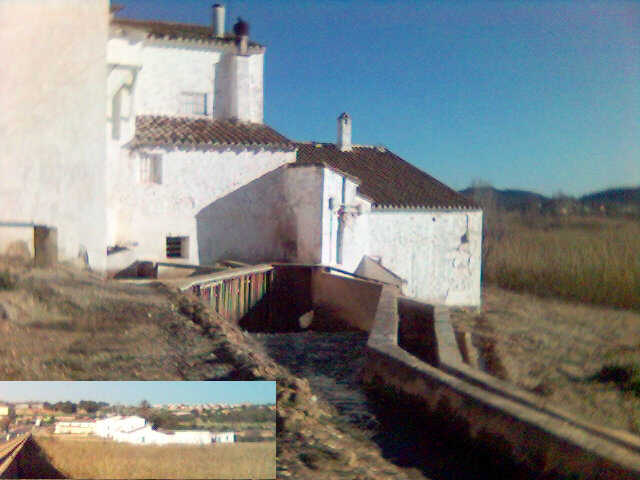
Moulin à eau, sur les bords du fleuve (Vilamarxant).

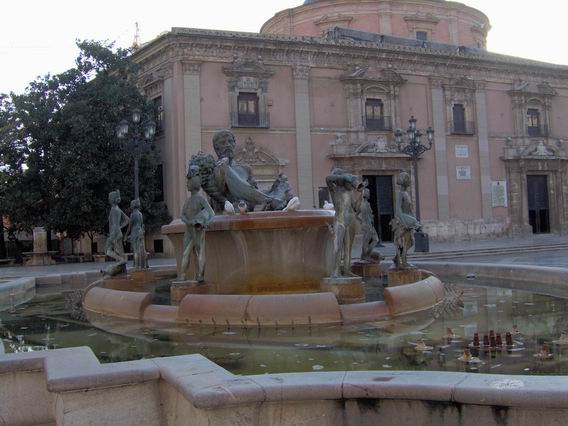
Monument représentant le fleuve Turia, sur la place de la Vierge dans la ville de Valence (Espagne).

La source du fleuve se situe sur le plateau de la Muela de San Juan (es) dans la commune de Guadalaviar, la sierra de Albarracín et les Montes Universales. Il se gorge ensuite des apports de torrents et ravins comme celui de la Sierra del Tremedal et de la Sierra de Jabalón. À Tramacastilla s'ajoutent les eaux de la rivière Garganta (es).
Jusqu'à la commune de Gea de Albarracín, le fleuve conserve une température et une pureté idéales au développement de la truite.
À l'entrée de la ville de Teruel, il reçoit les eaux de l'Alfambra ainsi nommée de l'arabe الحمراء  al-Ḥamrāʾ ('la rouge') en raison de ses eaux rouges qui contrastent avec les eaux blanches du Guadalaviar. L'Alfambra est un de ses principaux affluents, même si lors des périodes estivales, les apports sont considérablement réduits. C'est à partir d'ici que le fleuve prend le nom de Turia.
À Villel, se déverse le Camarena (es), puis dans le Rincón de Ademuz, province de Valence, les affluents Riodeva (es), Ebrón (es) et Bohílgues (es).
Sortant du Rincón d'Ademuz, il passe par Santa Cruz de Moya, province de Cuenca, où les eaux salines de l'Arcos le rejoignent.
Un peu plus loin, traversant Las Rinconadas (es), un majestueux pont construit au milieu du XXe siècle surplombe le lit du Turia, après lequel il entre à nouveau dans la province de Valence.

### Passage par les comarques du Alto Túria
Le terrain très accidenté empêche l'utilisation des ressources du fleuve, le lit sinueux se trouvant enfermé par la hauteur des ravins, quasiment inaccessible à certains endroits.
Cependant, grâce au canal Campo de Túria les eaux sont utilisées pour l'irrigation des zones agricoles de Llíria, Casinos et Bétera.
Plus loin, les affluents Sot et Chera le rejoignent, leur débit les assimilant plus à un torrent qu'à une rivière proprement dite.

### La Vega et l'horta de Valence
À partir de là, plus de 12 000 ha sont irrigués au cours des comarques du Camp de Túria et l'Horta de Valence.
Actuellement plusieurs projets sont en cours dans cette zone, urbanisation et protection de l'environnement, en tant que parc naturel.
Cette zone pourrait devenir un des plus grands parcs naturels urbains, englobant 15 communes que traverse le fleuve Turia, depuis la ville de Valence jusqu'à Pedralba, en passant par Mislata, Quart de Poblet, Manises, Paterna, Riba-roja de Túria, L'Eliana, Puebla de Vallbona, San Antonio de Benagéber, Benaguasil, Llíria, Vilamarxant y Cheste.

### Valence capitale et son embouchure
Le Túria est connu pour ses crues et les inondations qui les accompagnent. Lors de la crue du 14 octobre 1957, connue sous le nom de Grande inondation de Valence, le fleuve atteignit un débit maximal de 3 700 m3/s, inondant une grande partie de Valence, et causant la mort de 80 personnes. Depuis cet événement, des travaux ont été menés dans les années 1960 pour dévier son cours, afin d'éviter un scénario similaire.
Son ancien lit réaménagé abrite à présent les Jardins du Túria, des terrains de jeux, des salles d'exposition et la Cité des arts et des sciences.

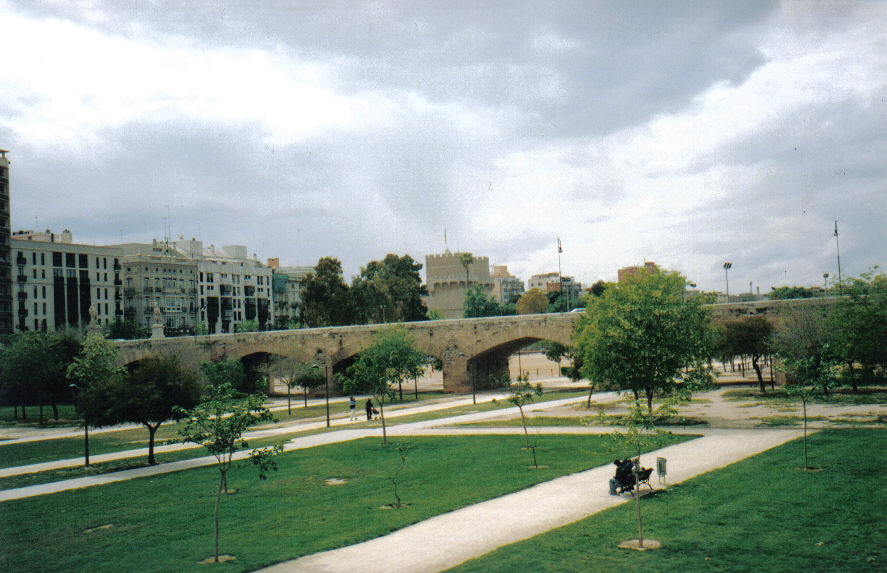
Promenade.
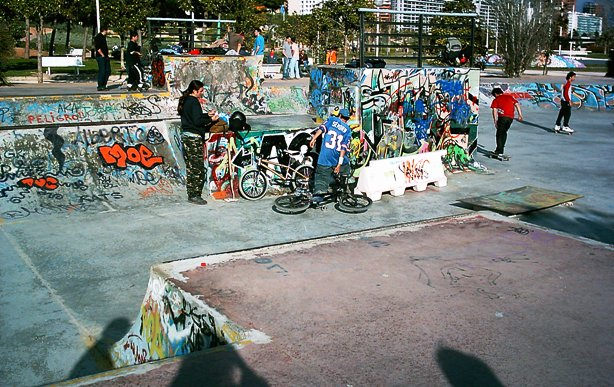
Skatepark.
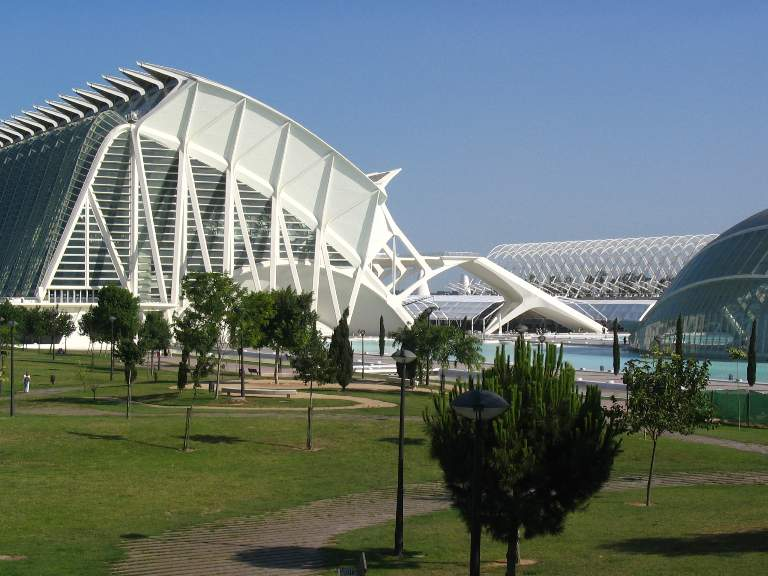
Cité des arts et des sciences : le Musée des sciences Príncipe Felipe.
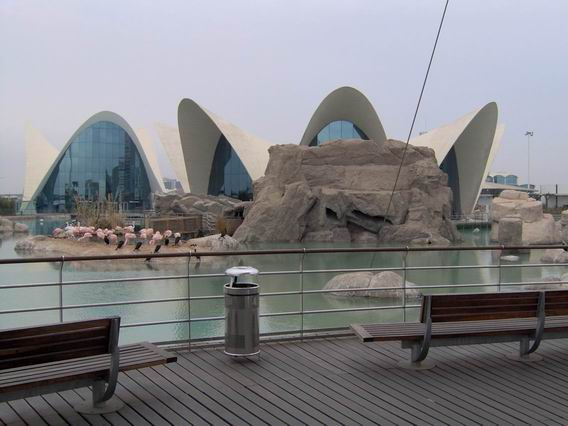
L'Oceanogràfic.

## Données hydrologiques et infrastructures
Son régime est méditerranéen, son débit faible, d'une moyenne de 14 m3/s à Vilamarxant.

## Réservoirs et barrages
- Réservoir de l'Arquillo de San Blas : capacité de 22 hm3
- Barrage de los Alcamines, (en construction) : capacité de 16 hm3
- Réservoir de Benagéber : capacité de 228 hm3
- Réservoir de Loriguilla : capacité de 71 hm3